# Taki (Mie)
Pour les articles homonymes, voir Taki.
Taki (多気町, Taki-chō) est un bourg du district de Taki, situé dans la préfecture de Mie, au Japon.

## Géographie

### Situation
Taki est situé dans l'est de la péninsule de Kii, dans le centre de la préfecture de Mie.

### Démographie
Au 1er février 2015, la population de Taki s'élevait à 14 950 habitants répartis sur une superficie de 103,06 km2.

### Climat
Taki a un climat subtropical humide caractérisé par des étés chauds et des hivers frais avec peu ou pas de chutes de neige. La température moyenne annuelle est de 14,9 °C. La pluviométrie annuelle moyenne est de 2 015 mm, septembre étant le mois le plus humide.

## Histoire
La région de Taki faisait partie de l'ancienne province d'Ise. Pendant l'époque d'Edo, elle faisait principalement partie du domaine de Kishū. Le village moderne d'Ōka a été créé le 1er avril 1889 lors de la mise en place du système municipal moderne. Il a été élevé au statut de bourg le 20 juin 1919 et a été renommé Taki après la fusion des villages voisins de Sana et Tsuda le 30 mars 1955. Le village de Nishi-Tokida a été annexé le 15 avril 1959.

## Transports
Taki est desservi par les lignes Kisei et Sangū de la JR Central. La gare de Taki est la principale gare du bourg.

## Jumelage
- Camas (Washington) (États-Unis)